# Муёган
Муёган (устар. Му-Юган) — река в России, течёт по территории Берёзовского района Ханты-Мансийского автономного округа и Шурышкарского района Ямало-Ненецкого АО. Устье реки находится в 19 км по левому берегу реки Несъёган. Длина реки составляет 84 км.
- В 11 км от устья, по правому берегу реки впадает река Пахом-Ёган
- В 48 км от устья, по левому берегу реки впадает река Непсоим
- В 57 км от устья, по левому берегу реки впадает река Сёбутясоим

## Данные водного реестра
По данным государственного водного реестра России относится к Нижнеобскому бассейновому округу, водохозяйственный участок реки — Обь от впадения реки Северная Сосьва до города Салехард, речной подбассейн реки — бассейны притоков Оби ниже впадения Северной Сосьвы. Речной бассейн реки — (Нижняя) Обь от впадения Иртыша.
Код объекта в государственном водном реестре — 15020300112115300030480.